# The Walkabouts
The Walkabouts je americká rocková skupina, založená v roce 1984 v Seattlu v americkém státě Washington. Své první studiové album nazvané See Beautiful Rattlesnake Gardens skupina vydala v roce 1988 a v následujících letech jich vyšlo dalších dvanáct. Album Satisfied Mind z roku 1993 neobsahuje vlastní písně, ale coververze od umělců, jako byli například Nick Cave, Gene Clark nebo Patti Smith.